# Ponyboy
Ponyboy è un singolo della musicista e cantante britannica SOPHIE, pubblicato l'8 dicembre 2017 come secondo estratto dal primo album in studio Oil of Every Pearl's Un-Insides.